# Tlacapillachihualóyan
Tlacapillachihualoyan (em náhuatl: Tlācapillachihualōeān, ‘Lugar onde são engengrados os filhos dos homens’‘Tlāca - Homem, pilli - filho, chihua- Fazer ou engendrar, yan - em ou lugar’) na mitologia asteca é o lugar onde são criados os filhos dos homens ou o lugar onde são criados os deuses. A oficina sagrada onde Ometecuhtli e Omecíhuatl criariam a semente da vida, e até aí se dirigiram Quetzalcóatl e seu irmão Huitzilopochtli, era esse lugar um ponto no infinito, formado de nebulosas azuladas, ali era o lugar oculto dos deuses dual, em onde estava a influência e o calor com que engendrariam todas as coisas por criar.
Ao criar a semente da vida, esta era enviada ao ventre da mãe para sua procriação.